# Chelonus rubicunndis
Chelonus rubicunndis är en stekelart som beskrevs av Ji och Chen 2003. Chelonus rubicunndis ingår i släktet Chelonus och familjen bracksteklar. Inga underarter finns listade i Catalogue of Life.